# Milačevići
Milačevići är en ort i Bosnien och Hercegovina.   Den ligger i entiteten Republika Srpska, i den östra delen av landet, 80 km öster om huvudstaden Sarajevo. Milačevići ligger 418 meter över havet och antalet invånare är 143.
Terrängen runt Milačevići är kuperad. Närmaste större samhälle är Milići, 13,0 km väster om Milačevići. 
Omgivningarna runt Milačevići är en mosaik av jordbruksmark och naturlig växtlighet. Runt Milačevići är det ganska tätbefolkat, med 67 invånare per kvadratkilometer.